# Joseph Preindl
Joseph Preindl (* 30. Januar 1756 in Marbach an der Donau, Niederösterreich; † 26. Oktober 1823 in Wien) war ein österreichischer Organist und Komponist.

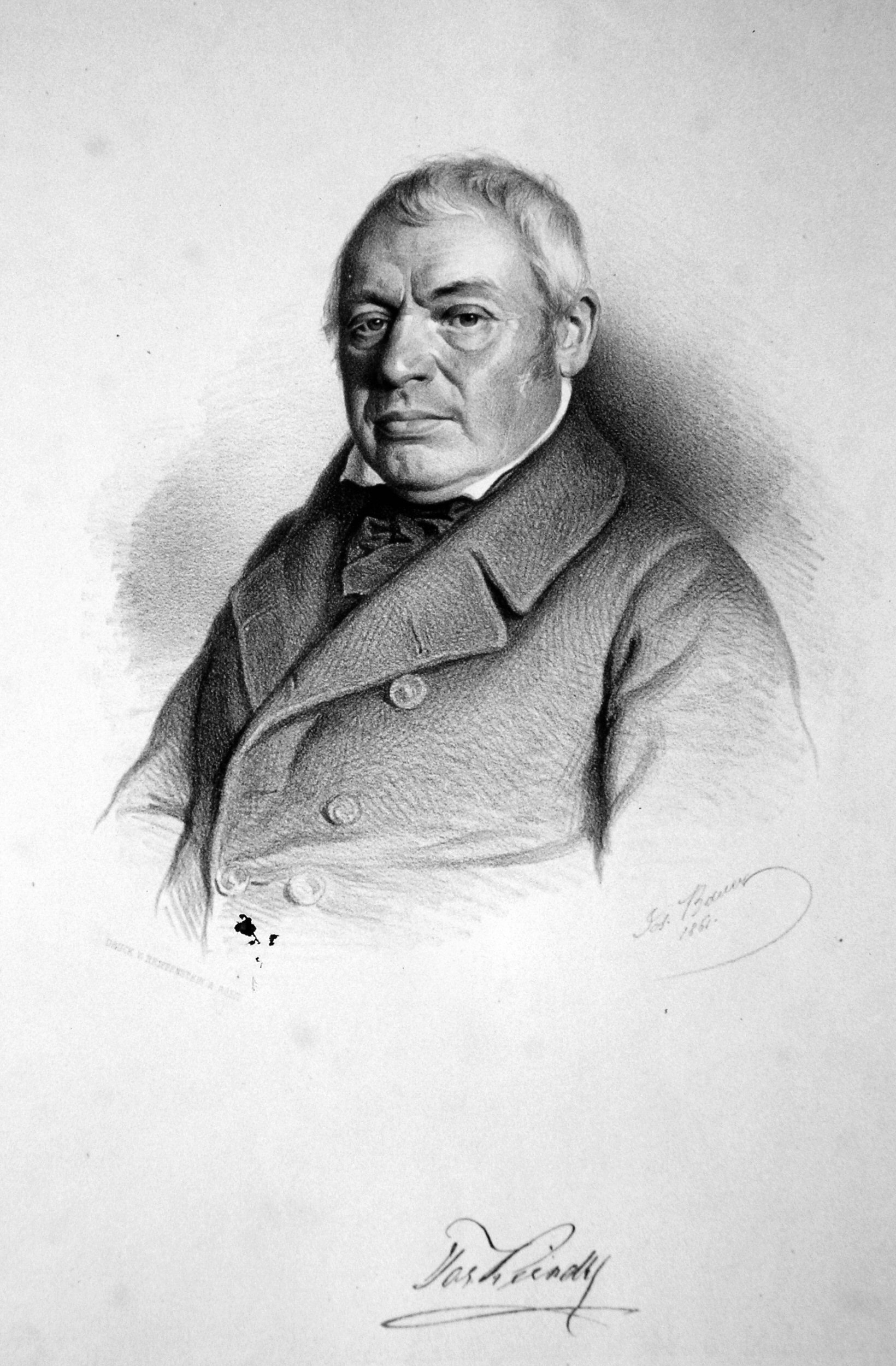
Josef Preindl, Lithographie von Josef Anton Bauer, 1861

## Leben

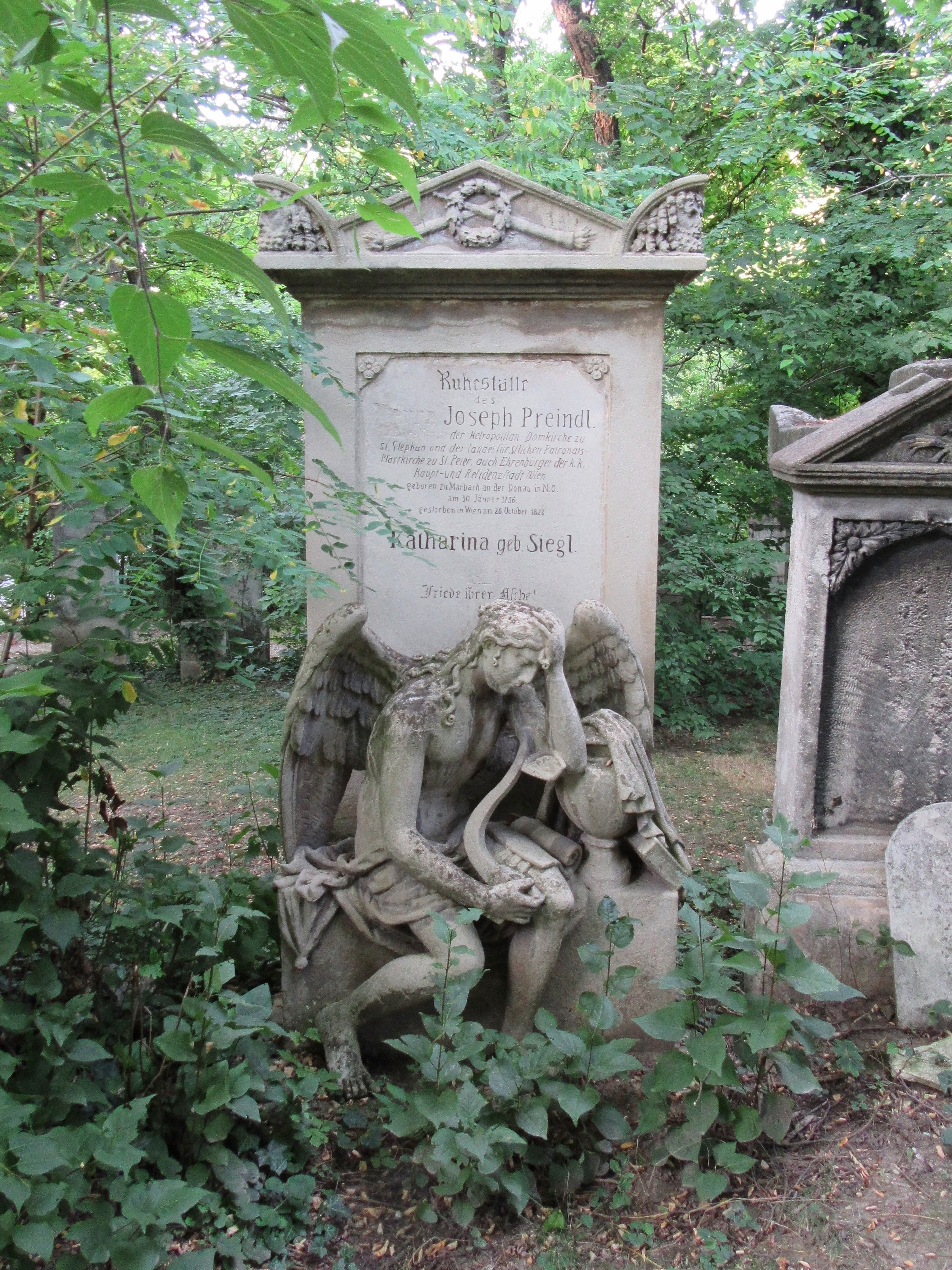
Grab von Joseph Preindl auf dem Sankt Marxer Friedhof

Der Vater Preindls war Organist in Marbach. Er war zunächst Sängerknabe in Mariazell bei Franz Xaver Widerhofer, ehe er mit 16 Jahren als Organist nach Wien kam und von Johann Georg Albrechtsberger unterrichtet wurde. 1773 wurde er Lehrer am Waisenhaus, 1775 Organist in der Kirche Maria am Gestade und bei den Karmelitern. 1793 war er Organist an der Peterskirche in Wien, 1797 an der Michaelerkirche. Daneben wurde er 1795 Adjunkt Albrechtsbergers an der Stephanskirche, dem er 1809 als Domkapellmeister nachfolgte. Er wirkte auch als Gesangs- und Klavierlehrer.
Als Komponist schuf Preindl vor allem Kirchenmusik, wie Messen, Requien, Motetten und Kirchenarien. Er hinterließ auch eine Tonschule.
Preindl wurde nach seinem Tode auf dem Sankt Marxer Friedhof bestattet. 1894 benannte man die Preindlgasse in Wien-Hietzing nach ihm.

## Ehrungen
- Salvator-Medaille (1800)
- Ehrenbürger der Stadt Wien (1813)
- Große Goldene Civil-Ehrenmedaille (1819)